# Pseudonortonia
Pseudonortonia är ett släkte av steklar. Pseudonortonia ingår i familjen Eumenidae.

## Dottertaxa tillPseudonortonia, i alfabetisk ordning[1]
- Pseudonortonia abbreviaticornis
- Pseudonortonia aberratica
- Pseudonortonia aegyptiaca
- Pseudonortonia arida
- Pseudonortonia arnoldi
- Pseudonortonia aterrima
- Pseudonortonia aurantiaca
- Pseudonortonia barbara
- Pseudonortonia bhamensis
- Pseudonortonia bicarinata
- Pseudonortonia bisuturalis
- Pseudonortonia boranensis
- Pseudonortonia braunsii
- Pseudonortonia bushirensis
- Pseudonortonia coniux
- Pseudonortonia convexiuscula
- Pseudonortonia crassipunctata
- Pseudonortonia depressa
- Pseudonortonia difformis
- Pseudonortonia elongata
- Pseudonortonia fischeri
- Pseudonortonia flavolineata
- Pseudonortonia fragosa
- Pseudonortonia gambiensis
- Pseudonortonia gujaratica
- Pseudonortonia henrica
- Pseudonortonia interiacens
- Pseudonortonia kibonotensis
- Pseudonortonia kisangani
- Pseudonortonia leclercqi
- Pseudonortonia lomholdti
- Pseudonortonia maculinoda
- Pseudonortonia malelensis
- Pseudonortonia morula
- Pseudonortonia omanensis
- Pseudonortonia parvilineata
- Pseudonortonia parvula
- Pseudonortonia paulyi
- Pseudonortonia pharao
- Pseudonortonia pretiosissima
- Pseudonortonia pseudancistrocerus
- Pseudonortonia rubrosignata
- Pseudonortonia rufolineata
- Pseudonortonia rufoquadripustulata
- Pseudonortonia scotti
- Pseudonortonia somala
- Pseudonortonia soror
- Pseudonortonia sudanensis
- Pseudonortonia tegulata
- Pseudonortonia tenuis
- Pseudonortonia tilkiani
- Pseudonortonia tricarinulata
- Pseudonortonia unicata
- Pseudonortonia zairensis